# Musée de la Résidence
Le musée de la Résidence (en allemand Residenzmuseum - ) est le nom donné aux salles d'exposition du palais de la résidence de Munich, qui sont ouvertes au public sous le nom de Residenzmuseum depuis 1920.

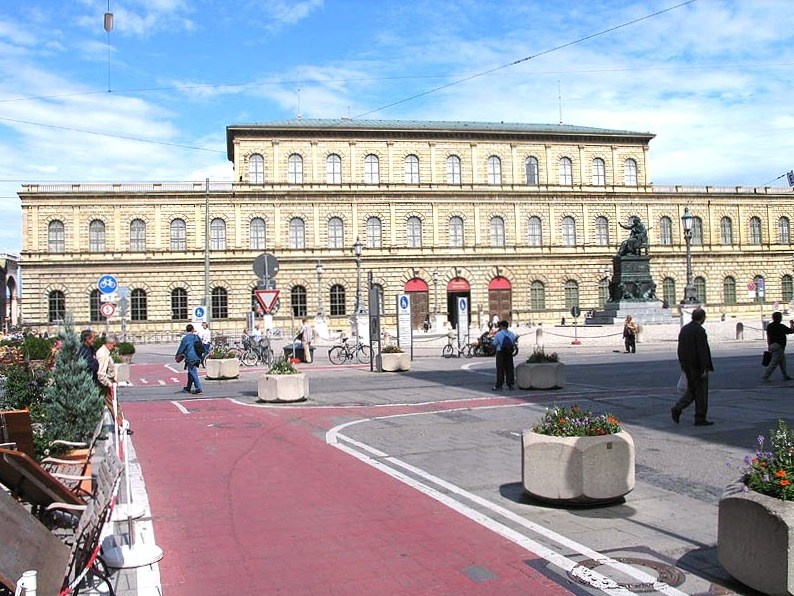
Bâtiment royal de la Résidence de Munich

## Histoire

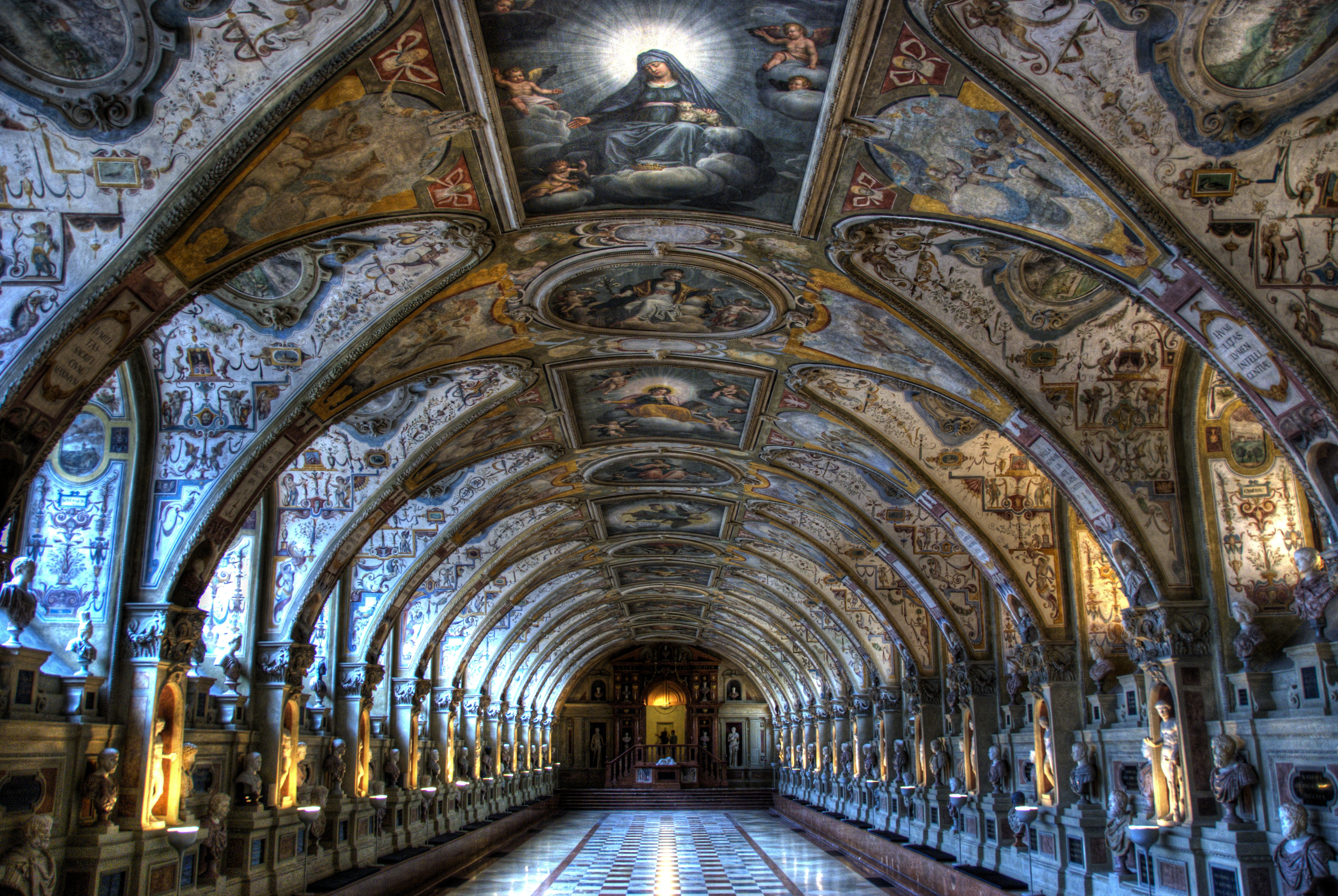
L'Antiquarium, l'une des plus grandes voûtes Renaissance d'Europe

Déjà à l'époque de Louis Ier (règne de 1825 à 1848) les citoyens intéressés pouvaient visiter les locaux du palais royal par arrangement préalable (si le couple royal n'était pas présent dans la Résidence). Ce faisant, le roi voulait que ses sujets démontrent consciemment son idée de la vie royale. Sous le prince régent Luitpold (règne de 1886 à 1912), il était déjà possible de visiter toutes les parties inutilisées de la Residenz ainsi que l'ancien trésor, et en 1897, le premier Guide de la Residenz à Munich est finalement apparu .
Après la révolution allemande de 1918 et la fin de la monarchie en Bavière, les châteaux de l'ancienne liste civile sont devenus la propriété de l'État libre de Bavière. La résidence de Munich en faisait partie. Celle-ci a ensuite été rendue accessible au public étape par étape à partir de 1920. En 1937, la Résidence comprenait 157 salles d'exposition accessibles et numérotées. Le Residenz Museum était ainsi le plus grand musée d'art spatial au monde jusqu'à ce que le complexe résidentiel soit détruit pendant la Seconde Guerre mondiale.
Après le début de la guerre, une grande part du mobilier ainsi que des parties du revêtement mural avaient pu être mises à l'abri. Cela a permis de restaurer l'installation après sa destruction en 1944 et 1945. À partir de 1945, sous la direction de Tino Walz et du chef du département de la construction de l'Administration des palais bavarois, Rudolf Esterer, des tentatives sont faites pour sécuriser les parties encore conservées et inciter la population à reconstruire la Résidence. Ce n'est qu'avec le début du miracle économique au début des années 1950 qu'Otto Meitinger a pu commencer la reconstruction. Dans le cadre du 800e anniversaire de la ville de Munich, le musée Residenz a ensuite été rouvert en 1958. Cependant, sept autres phases de construction ont été nécessaires avant que la reconstruction du complexe et le musée de la Résidence puissent être achevés 45 ans plus tard.

## Le musée de la Résidence aujourd'hui
Avec environ 570 000 m3 d'espace clos, le plus grand complexe de palais urbain d'Allemagne est aujourd'hui l'un des sites culturels les plus importants de Bavière. La Résidence, gérée par l'administration des palais bavarois, abrite à nouveau l'un des plus grands musées d'art spatial d'Europe avec plus de 100 000 œuvres d'art et plus de 130 salles d'exposition. Une visite audio est proposée en six langues .

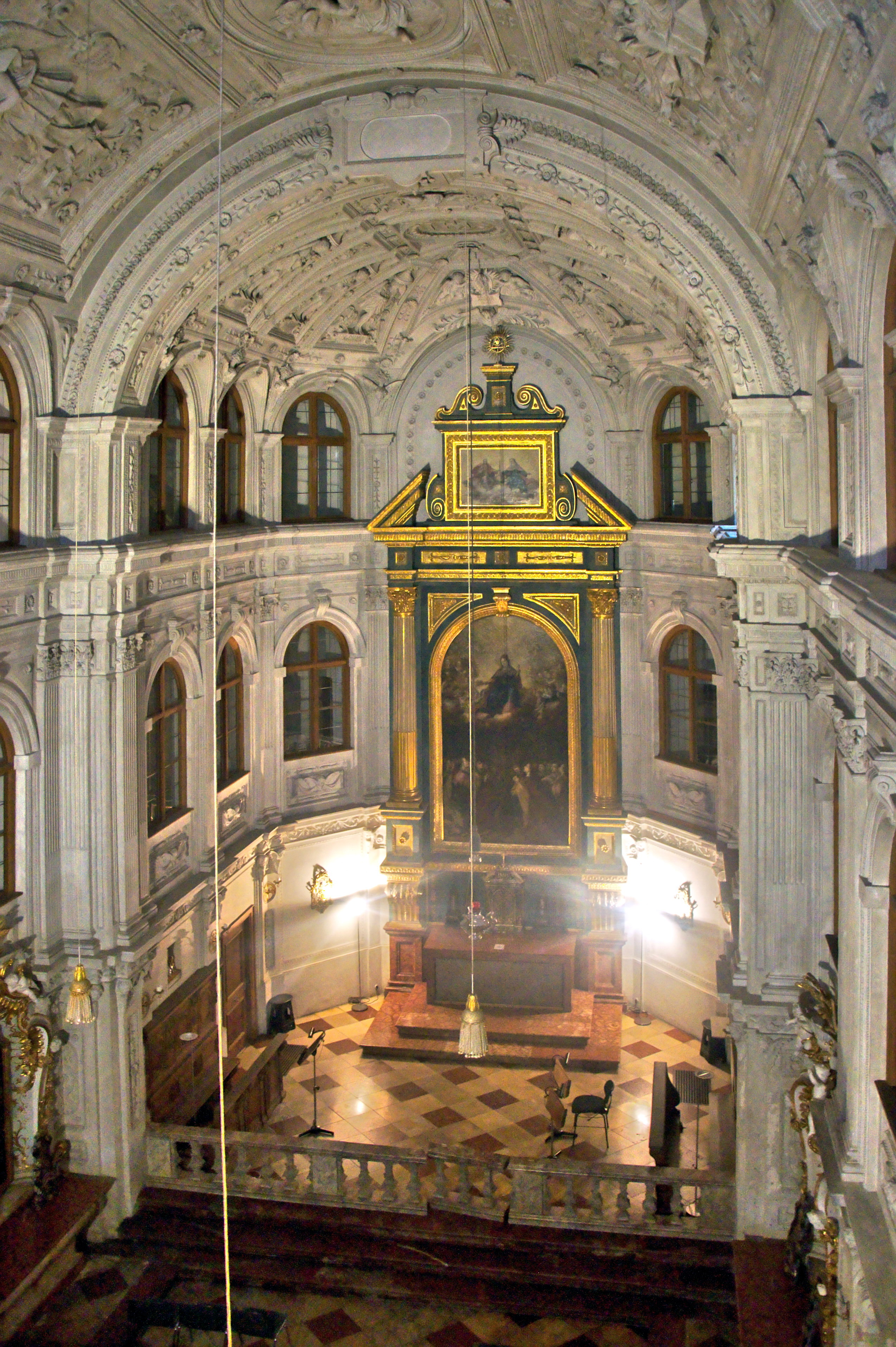
La chapelle de la cour

L'accès au musée et au trésor se fait par le Königsbau et le Königsbauhof. La façade d'entrée à deux étages de la Galerie verte avec sept fenêtres cintrées dans le Königsbauhof est un chef-d'œuvre de Cuvilliés datant de 1730.
Aujourd'hui, dans environ 130 salles d'exposition, il y a des salles de réception et de fêtes datant de 300 ans, ainsi que de nombreuses salles de collection, dans lesquelles surtout de la porcelaine. Des collections d'argenterie ainsi que des reliques et des vêtements liturgiques sont présentés. Les salles de bal, les salles d'apparat ou les chapelles de cour des souverains bavarois donnent un aperçu des ensembles de salles historiques de différentes époques avec des expositions importantes d'autres collections des Wittelsbach, par exemple des miniatures, des peintures, des sculptures antiques, des sculptures en bronze, des tapisseries, des meubles, des horloges, des chandeliers et des lustres.
Outre l'Antiquarium, l'ancienne chapelle de la cour et les nombreuses salles d'apparat, les salles dites impériales, les salles riches et les salons représentatifs de Louis Ier, les chambres de porcelaine, qui comprennent des œuvres de toute l'Europe ainsi qu'une importante collection d'Asie de l'Est, et le cabinet de miniatures avec 129 peintures miniatures. La collection de miniatures est l'une des collections les plus sophistiquées de son genre au niveau international et comprend une large gamme de miniatures du XVIe   au   XIXe siècle. On trouve aussi une Chambre reliquaire et la chambre d'Argent. Avec environ 4 000 pièces encore existantes aujourd'hui, la collection d'argenterie de la Residenz est l'une des plus vastes collections d'argenterie princière encore conservées en Europe. L'exposition dans la St. Georgsrittersaal rappelle les jardins d'hiver disparus des rois bavarois Maximilien II et Louis II.
Le Trésor du Königsbau et la Collection d'Etat de numismatique peuvent être consultés séparément. Les salles de bronze autour de la salle à quatre travées sont accessibles séparément : avec les sculptures en bronze de la fin du XVIe et du début du XVIIe siècles exposées au rez-de-chaussée de l'aile ouest du bâtiment de la salle de bal depuis le déménagement de la Collection d'État égyptienne. Au XIXe siècle, le Residenz Museum présentait l'une des plus riches collections d'art bronze européen des périodes maniériste et baroque primitif.
La salle Hercule, où se trouvait l'imposante salle du trône avant les destructions de la guerre, ainsi que les salles voisines du bâtiment de la Salle de bal ne font plus partie du musée Residenz depuis la fin de la guerre.

## Salles importantes

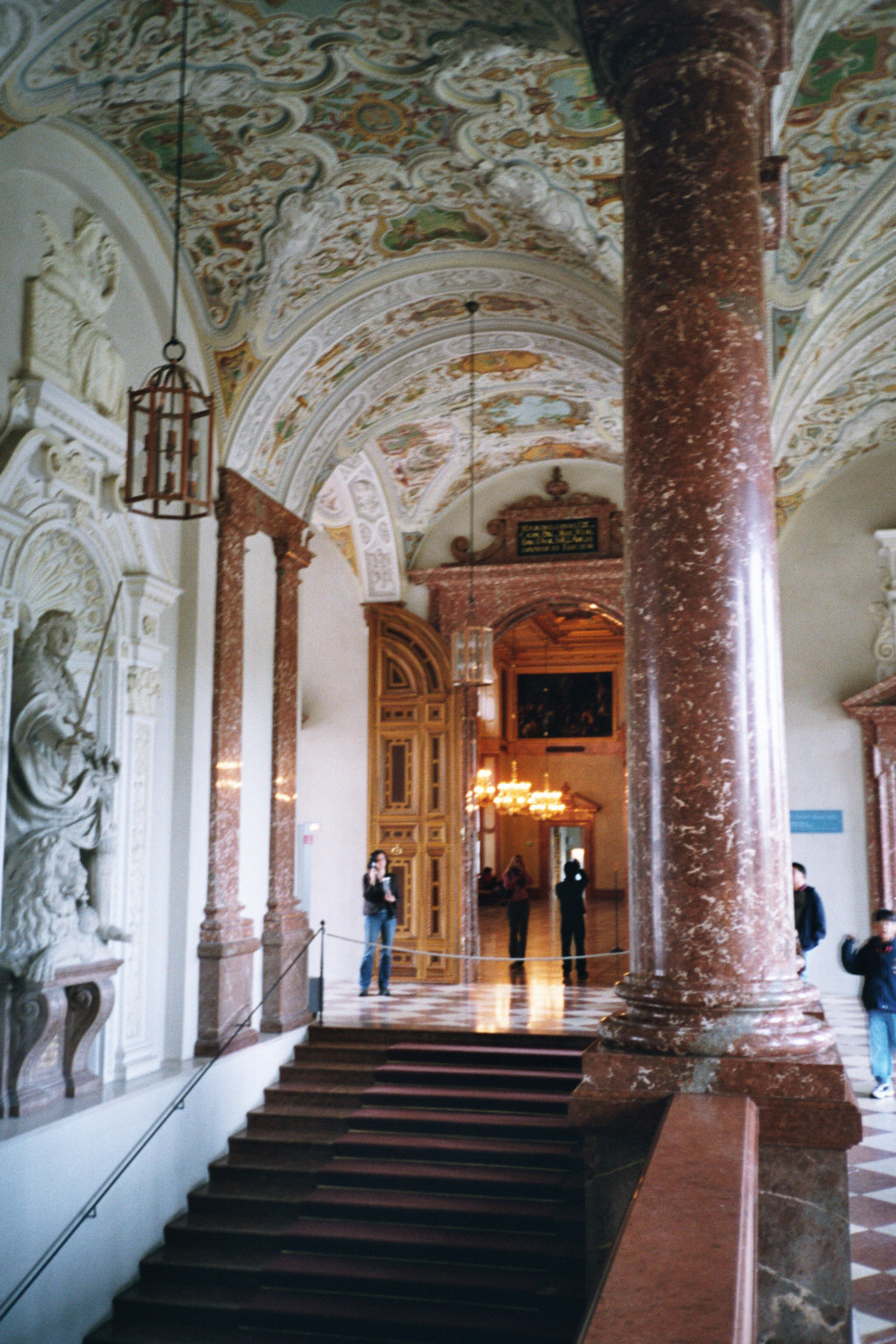
L'escalier impérial

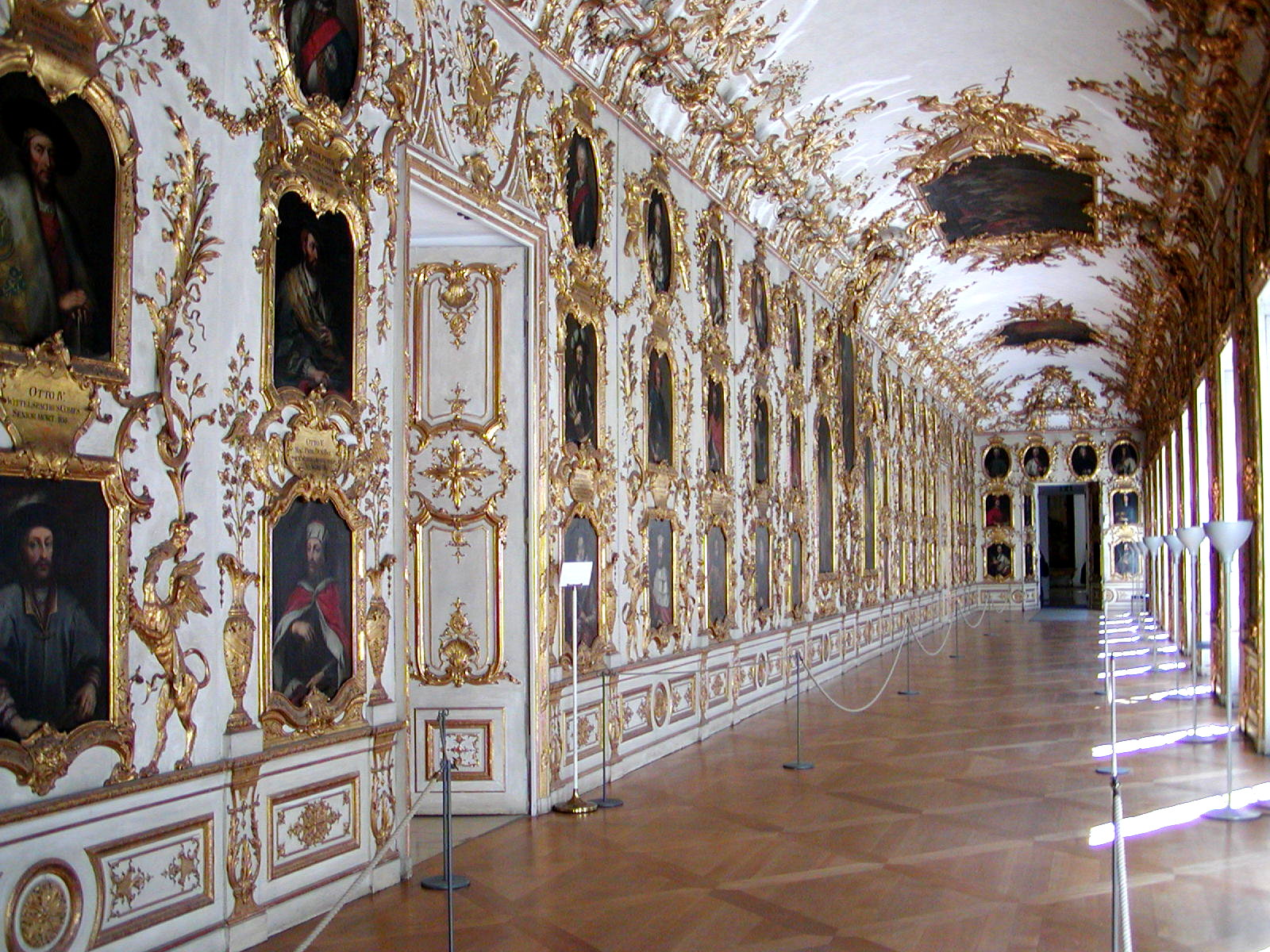
La galerie des Anciens

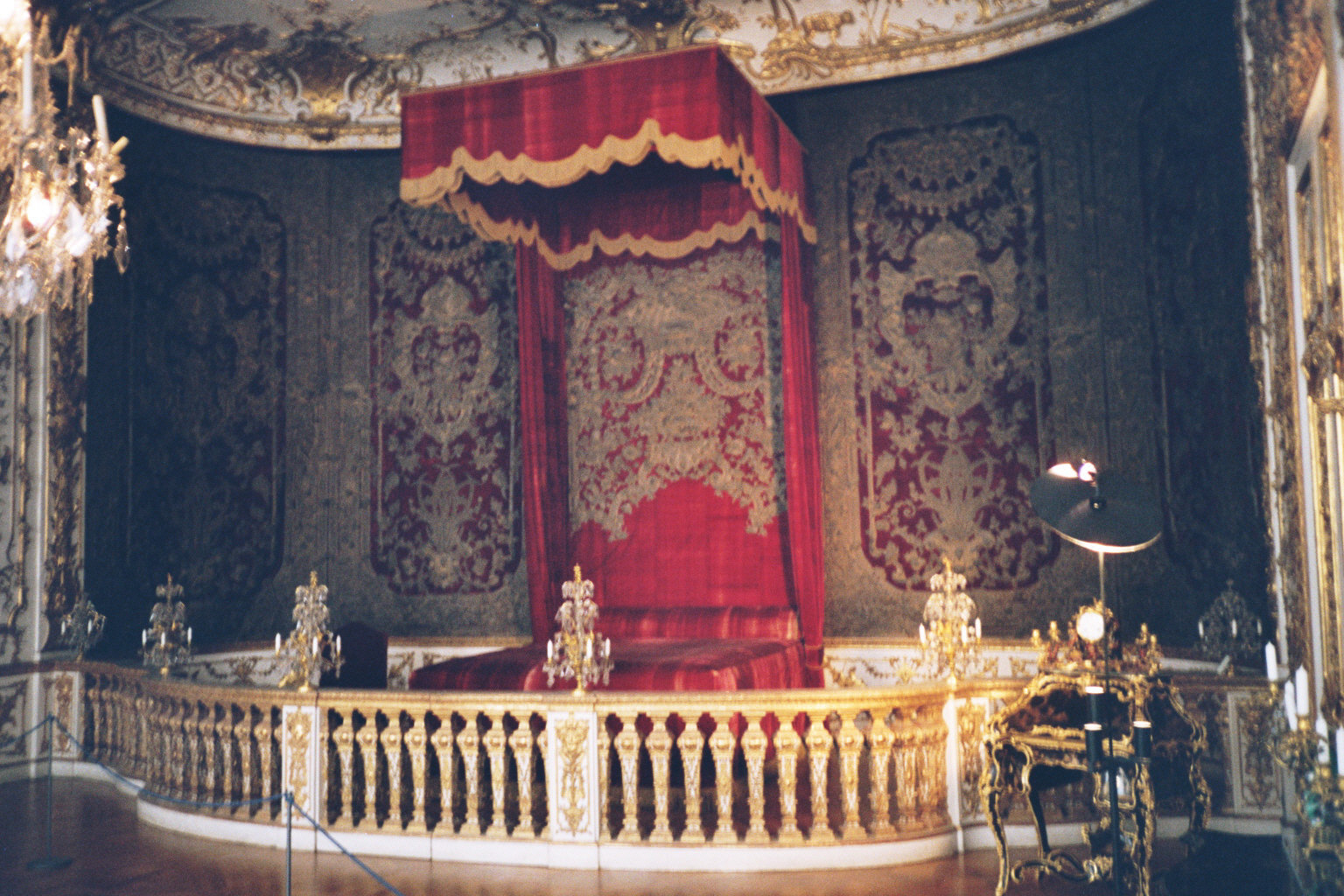
La chambre de Parade

- L'Antiquarium : La plus ancienne salle conservée de la Résidence de Munich (1568-1571) et en même temps l'une des plus grandes et des plus magnifiques salles Renaissance au nord des Alpes.
- La Grottenhof : L'une des dix cours intérieures de la Residenz, accessible uniquement en visitant le Musée de la Residenz. Elle a été créée par Friedrich Sustris de 1581 à 1589 à la suite de l'Antiquarium comme une cour-jardin avec une fontaine. La Grottenhof avec la salle troglodyte décorée de coquillages est un chef-d'œuvre du maniérisme en Allemagne. Au milieu de la cour se trouve la fontaine avec une copie de la sculpture Persée et Méduse. Le précieux original d'Hubert Gerhard est maintenant protégé dans la deuxième chambre des parlements.
- La Salle Noire : Elle a été construite en 1590, jouxtant l'Antiquarium au sud-est. La peinture illusionniste du plafond est l'œuvre de Hans Werl. La salle noire assez plate du début du baroque avec sa peinture illusionniste au plafond n'imite qu'une pièce haute avec un dôme lumineux, où l'optique ne fonctionne correctement que d'un point de vue, sous le lustre.
- La chapelle Riche : La chapelle, consacrée en 1607, était la salle de prière et de prière privée de l'électeur. Elle est donc magnifiquement décorée de marbres colorés et de reliefs dorés. Les murs ont été recouverts de panneaux Scagliola.
- Les Salles de pierre (anciennement Kaiserzimmer) : séquence de salles construites à partir de 1611 ; au XVIIe siècle, elles constituaient la suite de pièces la plus vaste et la plus importante de la Résidence. Les tentures, qui sont entrelacées de fils d'or, sont basées sur des dessins du peintre de la cour Peter Candid. Son nom remonte au riche mobilier en marbre, stuc et incrustation de marbre stuc. Les tapisseries sont  particulièrement précieuses.
- Les chambres de Trèves : une suite de chambres construites entre 1612 et 1616 et nommées d'après Clemens Wenzeslaus de Saxe, électeur et archevêque de Trèves, qui a souvent vécu ici. Ici aussi, les tableaux de Peter Candid, de nombreux tapis et de somptueux meubles du XVIIe siècle décorent les chambres.
- L'escalier impérial, escalier magnifique, la salle impériale et la salle des quatre hommes ont été construites à l'origine au début de la période baroque, en même temps que les Salles de pierre. La salle impériale est ornée de magnifiques tapisseries représentant les vertus du souverain, et un cycle de peintures de Peter Candid recouvre le magnifique plafond. La salle des quatre hommes servait d'antichambre et de salle à manger et porte le nom d'une image centrale perdue du plafond.
- La chapelle de la cour : comportant deux étages, elle a été construite jusqu'en 1630. Le grand tableau central du maître-autel de Hans Werl montre Marie en gloire sous la Trinité.
- Les chambres papales : En 1666/67, l'électrice Henriette Adélaïde fait réaménager l'appartement dans le style du haut baroque turinois. Il est rebaptisé au XIXe siècle après une visite papale. L'architecte était Agostino Barelli, tandis que les conceptions des chambres étaient d'Antonio Pistorini. À ce jour, cependant, seul le cabinet des cœurs de l'électrice a été conservé.
- La galerie des Ancêtres et le cabinet de porcelaine : construits à partir de 1726 par l'architecte de la cour Joseph Effner dans le goût de la Régence. Plus d'une centaine de portraits de régents de la famille Wittelsbach sont incrustés dans les boiseries murales de la galerie des Anciens. Les sculptures dorées sur les murs sont de Wenzeslaus Miroffsky, le travail en stuc a été réalisé par Johann Baptist Zimmermann. Le cabinet en porcelaine richement décoré de boiseries de Joachim Dietrich jouxte la galerie.
- Les chambres riches : une suite de chambres extrêmement décorées de 1730 à 1733/37 d'après les plans de l'architecte de la cour François de Cuvilliés l'Ancien. Entre autres, avec la salle d'audience, la salle de conférence et, comme point culminant, la chambre de parade et le cabinet de miniatures. Cuvilliés a conçu non seulement l'agencement des pièces, mais aussi les boiseries, les stucs et une partie du mobilier, qui ont été réalisés par les meilleurs artistes de la cour.
- La Galerie Verte : Avec un intérieur richement stuqué et sculpté, elle fait également partie des Salles Riches. Elle servait à la fois de salle de bal, de galerie de tableaux et de miroirs.
- Les Chambres de l'Électeur : Suite de chambres rococo agrandies à partir de 1746 par Johann Baptist Gunetzrhainer. L'intérieur, remanié par la suite par François de Cuvilliés, n'est que partiellement conservé.
- Le Charlottenzimmer : À partir de 1814, la princesse Charlotte Auguste aménage dans ces chambres un appartement de style Empire. Elles sont suivies des salles du jardin de la cour, ainsi nommées d'après les œuvres d'art qui y sont maintenant exposées et provenant de l'ancienne aile du jardin de la salle de bal.
- Les salles des Nibelungen : Elles ont été construites à partir de 1828 dans le Königsbau avec d'importantes peintures monumentales nazaréennes. Les images de la saga des Nibelungen ont été réalisées par Julius Schnorr von Carolsfeld avec l'aide de Friedrich von Olivier et Wilhelm Hauschild.
- Les appartements du couple royal : Les appartements classiques ont également été créés avec le bâtiment royal. Leo von Klenze a conçu les intérieurs des appartements royaux pour le roi et la reine, y compris la conception des murs et le mobilier. La partie arrière du bâtiment abritait autrefois les appartements privés du couple royal ; aujourd'hui se trouvent des salles d'exposition sur l'histoire de la Résidence.
- L'Escalier Jaune : Également conçu par Klenze, il a été restauré de 2016 à 2020, il était autrefois l'entrée principale des chambres du Königsbau. Maintenant que le grand escalier et les couloirs du bâtiment de la salle de bal n'existent plus, ils représentent notamment l'impressionnante architecture intérieure du classicisme tardif. Le dôme mesure douze mètres de haut, deux cariatides encadrent le magnifique portail. L'escalier relie l'aile du hall noir à la première antichambre du roi dans le bâtiment du roi.

## Trésor
Fondé par le duc Albert V, le trésor abrite, en dix salles, les bijoux de la maison de Wittelsbach. La collection, de plus de 1200 pièces, est une des plus importantes au monde, contenant les insignes, les couronnes, les épées, des pièces d'orfèvrerie, de cristal de roche, d'ivoire et d'objets nombreux comme des objets précieux de table et de toilette. L'art et l'artisanat non-européen est représenté, avec des porcelaines chinoises, des ivoires de Ceylan et des poignards turcs.

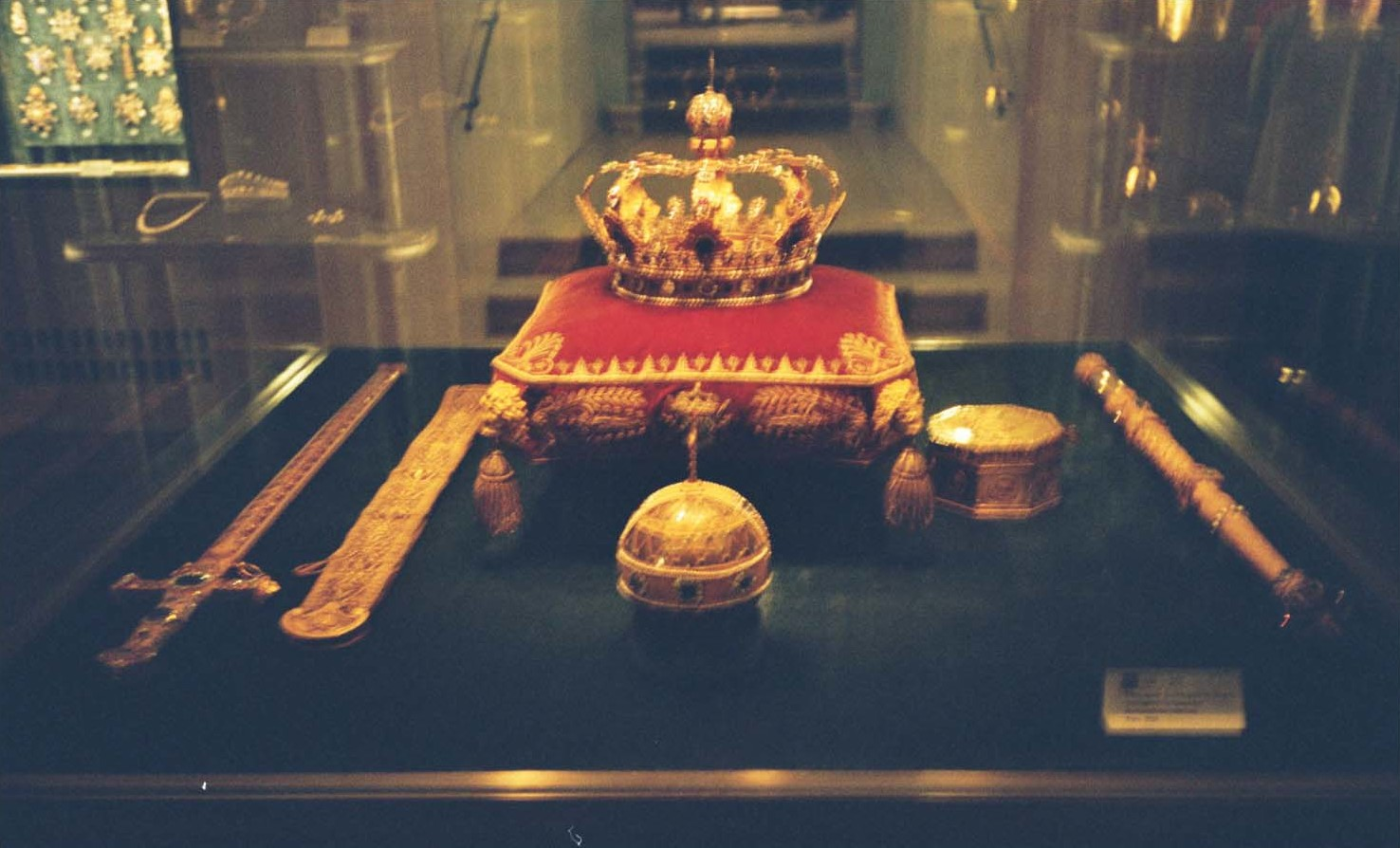
Les joyaux de la couronne.

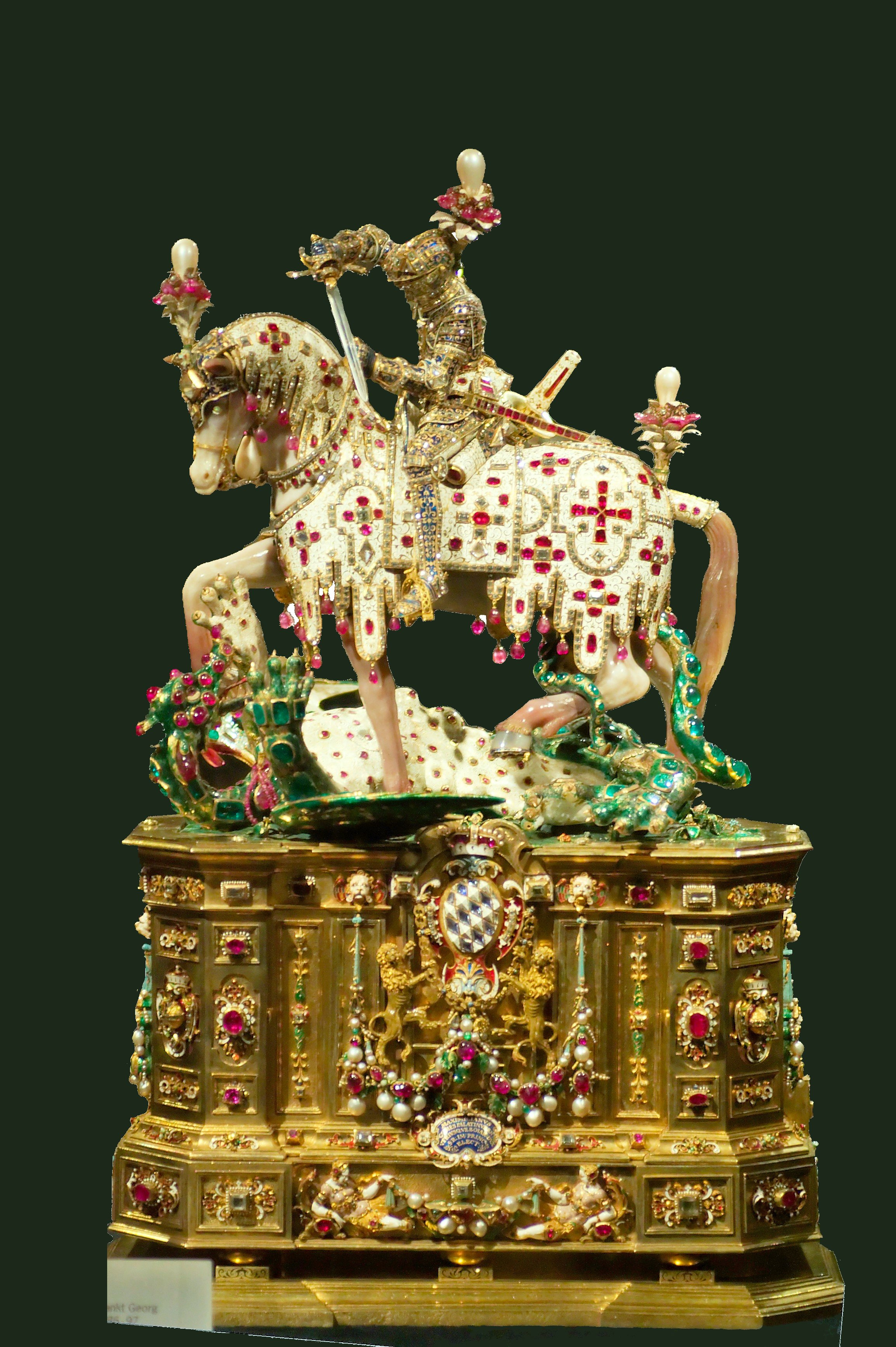
Statue de Saint-Georges (vers 1590).

Parmi les objets exposés, on trouve :
- les joyaux de la couronne de Bavière, parmi lesquels : 
  - le livre de prières de Charles le Chauve (vers 860)
  - la couronne royale de Bavière (1806)
  - la couronne de l'empereur Henri II (fin du XIIIe siècle)
  - les deux couronnes impériales de Charles VII (1742)
  - la couronne de l'impératrice Cunégonde
  - le reliquaire de la Vraie Croix qui a appartenu à saint Henri
  - une croix impériale de la reine Gisèle de Hongrie (vers 1000)
  - la couronne de la princesse Blanche d'Angleterre (vers 1370)
  - la célèbre statuette de saint Georges (Munich, vers 1599)
  - les insignes des rois bavarois, y compris des insignes de l'empereur Charles VII
  - des épées de cérémonie et des bijoux en rubis qui ont appartenu à la reine Thérèse.

## Église de Cour de Tous-les-Saints
L'église néo-byzantine de Cour de Tous-les-Saints, construite entre 1826 et 1837 par Leo von Klenze, peut être vue depuis la galerie de l'église depuis l'allée de Tous-les-Saints à certains moments de la visite du musée ou par le portail du côté est de la Marstallplatz.

## Théâtre Cuvilliés
Le théâtre Cuvilliés (anciennement le Residenztheater) est l'un des théâtres rococo les plus importants, construit en 1751-1753 sur le site du nouveau Residenztheater d'aujourd'hui. Aujourd'hui, il est situé dans l'étage de la pharmacie du bâtiment de la salle de bal et n'est accessible séparément qu'au Brunnenhof.

## Visiteurs
393 695 visiteurs sont venus au Residenz Museum en 2019. L'ensemble de la résidence, c'est-à-dire le musée, le théâtre Cuvilliés (107 873 visiteurs) et le Trésor (19 037 visiteurs), a même compté 521 417 visiteurs en 2019, un nouveau record.
La résidence se trouvait même plus visitée que les châteaux de Linderhof et Herrenchiemsee.
En 2020, en raison de la pandémie de coronavirus, il n'y a eu que 85 232 visiteurs au musée Residenz.